# Enkei
Enkei (エンケイ株式会社, Enkei Corporation), est une entreprise japonaise créée en octobre 1950 sous le nom d'Enshu Keigokin Co., LTD. C'est un équipementier d'automobile de jantes en alliage d'aluminium destinées à la compétition, dont la Formule 1, les voitures de tuning & Formula Drift (en).

## Histoire
L'entreprise vend plus de 10 millions de jantes par an dans le monde (Asie, États-Unis, Europe...).
Au départ, Enkei travaillait avec des constructeurs automobiles comme Honda, Nissan, Mitsubishi, Mazda, Subaru & Yamaha.
En 1986, Enkei équipe l'écurie Scuderia Minardi en F1.
En 1995, Enkei devient le sponsor officiel de l'écurie McLaren Racing.